# Ermengarda od Limburga
Ermengarda (? - 1283.) bila je vojvotkinja Limburga, kći Walerana IV. i njegove prve žene Jute od Klevea. Čini se da je bila jedino dijete svojih roditelja, ali je moguće da je imala mlađu sestru Sofiju (? - 1322.). Ermengarda je naslijedila oca, ali je njezin bratić Adolf VIII. od Berga smatrao da ima pravo nasljedstva te je to pravo prodao Ivanu I. Brabantskom.
Ermengarda se udala za Reinalda I. od Gelrea, ali nisu imali djece.